# 1857 Parchomenko
1857 Parchomenko este un asteroid din centura principală, descoperit pe 30 august 1971 de Tamara Smirnova.